# Stylistique de l'arabe
La stylistique de l’arabe étudie la littéralité des textes, et l’usage qu'ils font des figures de style, tant en prose qu’en poésie.